# Marian Popa (fotbalist)
Marian Popa (n. 1964, Constanța, România) este un fotbalist român retras din activitate, jucător în echipa națională de fotbal a României.
În data de 25 aprilie 1990 a debutat în echipa națională a României, într-un meci cu echipa națională de fotbal a Israelului.

## Legături externe
- Marian Popa, pe romaniansoccer.ro

1. ↑   https://www.national-football-teams.com/player/22234.html, accesat în 29 iunie 2020 Lipsește sau este vid: |title= (ajutor)